# انگجت
انگجت (به انگلیسی: Engadget) یک شبکه وبلاگ چند زبانه با پوشش روزانه فناوری و لوازم الکترونیکی مصرفی است. این رسانه در حال حاضر ده وبلاگ زیر پوشش خود دارد. از این ده وبلاگ چهارتای آن‌ها به زبان انگلیسی و شش نسخه بین‌المللی است. از افتخارات انگجت، انتخاب به عنوان یکی از وبلاگ‌های برتر توسط مجله تایم است. انگجت توسط پیتر روجاس، سردبیر و مؤسس سابق گیزمودو، در سال ۲۰۰۴ بنیان نهاده شد.
انگجت طبق رتبه الکسا جزو ۵۰۰ سایت برتر ایالات متحده آمریکا و ۱۰۰۰ سایت برتر جهان به حساب می‌آید.